# Amanitaceae
Amanitaceae är en familj av svampar inom ordningen skivlingar. Ibland sammanförs den med familjen Pluteaceae, till vilken bland annat hjortskölding (Pluteus cervinus) räknas. Dess arter återfinns vanligtvis i skogsbygder.

## Släkten och grupperingar
Kamskivlingar (Amanitopsis) räknades tidigare som ett eget släkte inom Amanitaceae, sedan som ett undersläkte till flugsvampsläktet (Amanita), men numera räknas kamskivlingar som en sektion av Amanita ssp Vaginatae. Kamskivlingarna kan särskiljas från flugsvamparna genom att de unga individerna saknar den hinna över skivorna på undersidan av hatten som sedan utvecklas till fotens ring. Brun kamskivling (Amanita fulva) är en av de vanligaste kamskivlingsarterna.
Amarrendia och Torrendia räknas idag som egna släkten, men vissa egenskaper pekar på att de också kan vara undersläkten till flugsvampsläktet. Limacella är dock ett eget släkte, som bland annat skiljer sig från flugsvampar i utvecklingen av skivorna och stödstrukturerna i hatten.